# Didier Cornaille
Didier Cornaille est un journaliste et écrivain français né dans le Cambrésis le 28 juillet 1942 .

## Biographie[2]
Originaire du Nord, Didier Cornaille est fils d'agriculteurs. Journaliste spécialiste du monde rural au Figaro Agricole, il s'installe dans le Morvan en 1975. Il devient ensuite journaliste indépendant et publie une collection de guides de randonnées à cheval dès 1979. Après la publication d'ouvrages consacrés à l'histoire de la Bourgogne, d'essais mais aussi de carnets de voyage, Didier Cornaille se lance dans la fiction. 
Paru en 1991, son premier roman, Le Vol de la buse, reçoit le prix Sully-Olivier de Serres. Il est l'auteur de plus d'une trentaine de romans ayant pour cadre le Morvan.

## Œuvres littéraires
- Le Vol de la buse, Précy-sous-Thil, France, Éditions de l’Armançon, 1991, 231 p.  (ISBN 2-906594-18-0) Prix Sully Olivier-de-Serres 1992
- La Croix du Carage, Précy-sous-Thil, France, Éditions de l’Armançon 1994, 334 p.  (ISBN 2-906594-39-3)
- Les Labours d'hiver, t. 1, Les Labours d'hiver, Paris, Éditions les Presses de la Cité, 1995, 365 p.  (ISBN 2-258-03970-3) Prix Emile Guillaumin 1995
- Les Labours d'hiver, t. 2, Les Terres abandonnées, Paris, Éditions les Presses de la Cité, 1996, 338 p.  (ISBN 2-258-04182-1)
- La Croix de Fourche, Paris, Éditions les Presses de la Cité, 1997, 345 p.  (ISBN 2-258-04518-5)
- Dix ans déjà !, avec Hubert Verneret, André Kraemer et al., Précy-sous-Thil, France, Éditions de l’Armançon, 1997, 108 p.  (ISBN 2-906594-84-9)
- Étrangers à la terre, Paris, Éditions les Presses de la Cité, 1998, 414 p.  (ISBN 2-258-04837-0)
- L'Héritage de Ludovic Grollier, Paris, Éditions les Presses de la Cité, coll. « Romans Terres de France », 1999, 391 p.  (ISBN 2-258-04999-7)
- Les terres abandonnées , Presses de la cité , 1999 , 348 p.  (ISBN 9782258041820)
- L'Alambic, Paris, Éditions les Presses de la Cité, coll. « Romans Terres de France », 2000, 368 p.  (ISBN 2-258-05183-5)
- Les Voisins de l'horizon, Paris, Éditions Albin Michel, 2000, 343 p.  (ISBN 2-226-12090-4)
- Histoires racontées de Bourgogne et du Morvan, Paris, Éditions Albin Michel, 2001, 277 p.  (ISBN 2-226-12728-3)
- Je reviendrai vers vous, Paris, Éditions Albin Michel, 2002, 357 p.  (ISBN 2-226-13299-6)
- La Muse dans le grenier, Paris, Éditions Albin Michel, 2003, 280 p.  (ISBN 2-226-13700-9)
- Le Périple du chien, Paris, Éditions Albin Michel, 2004, 263 p.  (ISBN 2-226-15089-7)
- Nouvelles inuit. Un peuple très ancien érige une société d'avant-garde, Précy-sous-Thil, France, Éditions de l’Armançon, 2004, 195 p.  (ISBN 2-84479-071-2)
- Autun : Toute une histoire  , Editions de l'Armançon , 2004 , 115 p.  (ISBN 9782844790644)
- Les Gens du pays, Paris, Éditions Albin Michel, 2005, 327 p.  (ISBN 2-226-15977-0) Prix Henri Perruchot 2006 - Prix Marcel E. Grancher 2007
- Inuksuk, Paris, Éditions Anne Carrière, 2006, 387 p.  (ISBN 2-84337-363-8)
- Le Réveil des villages, Précy-sous-Thil, France, Éditions de l’Armançon, coll. « Morvan libre espace », 2006, 91 p.  (ISBN 2-84479-099-2)
- La Photo de classe, Paris, Éditions Pygmalion, 2007, 245 p.  (ISBN 978-2-7564-0122-5)
- Le Vent des libertés soulevait la terre, Paris, Éditions Anne Carrière, 2008, 317 p.  (ISBN 978-2-84337-478-4) - prix du Roman populaire 2008[3]
- Sur la route de Djenné. Carnet de voyage au Mali, Précy-sous-Thil, France, Éditions de l’Armançon, 2008, 126 p.  (ISBN 978-2-84479-121-4)
- Le Forgeron d'Éden, Paris, Éditions Albin Michel, 2009, 262 p.  (ISBN 978-2-226-19248-6)
- Les Quatre Saisons de Romaric, Précy-sous-Thil, France, Éditions de l’Armançon, 2009, 225 p.  (ISBN 978-2-84479-144-3)
- Adam en héritage, Paris, Éditions les Presses de la Cité, coll. « Romans Terres de France », 2010, 277 p.  (ISBN 978-2-258-08477-3)
- Le Pays d'où je viens, Paris, Éditions Albin Michel, 2011, 250 p.  (ISBN 978-2-226-22074-5)
- Sur les cendres des ronces, Paris, Éditions les Presses de la Cité, coll. « Romans Terres de France », 2012, 297 p.  (ISBN 978-2-258-09311-9)
- Le prieuré , Presses de la cité , 2013 , 252 p.  (ISBN 9782258101890)
- Les Chroniques de Claudius, Précy-sous-Thil, France, Éditions de l’Armançon, 2013, 213 p.  (ISBN 978-2-84479-178-8)
- Les indignés de Montservier, Editions De Boré 2013, 309 p.  (ISBN 978-2-8129-1024-1)
- La Trace du loup, Éditions Presses de la Cité, coll. « Roman Terres de France » 2014, 295 p.  (ISBN 978-2-258-10840-0)
- Les Compères, Éditions De Borée 2014, 268 p.  (ISBN 978-2-8129-1167-5)
- L'Atelier de Capucine, Éditions Presses de la Cité, coll. « Roman Terres de France » 2015, 331 p.  (ISBN 978-2-258-11710-5)
- Pardon, Clara, Éditions Presses de la Cité, coll. « Roman Terres de France » 2016, 349 p.  (ISBN 978-2-258-13401-0)
- Les trois chats de Chamasson, Éditions Presses de la Cité, coll. « Terres de France » 2017, 331 p.  (ISBN 978-2-258-14341-8)
- Thibaut des Choucas , Presses de la cité , 2018 , 320 p.  (ISBN 9782258148253)
- Petit pays de France , Pesses de la cité , 2018 , 808 p.  (ISBN 9782258144583)
- Un Violon en Forêt, Presses de la Cité, coll. Terres de France, 2019, 352 p.  (ISBN 978 -2-258-16156-6)
- Le chemin de la roncerai , Presses de la cité , 2020 , 360 p.  (ISBN 9782258191945)
- Gentille Blandine , Presses de la cité , 2021 , 320 p.  (ISBN 9782258194359)
- Les bois de discorde , Presses de la cité , 2022 , 384 p.  (ISBN 9782258196346)
- Les arrosoirs de Casamance , Presses de la cité , 2023 , 288 p.  (ISBN 9782258201859)
- La sucette verte , France loisirs , 2023
- Le sang et la sève, Liralest, 2023, Prix Albert Bichot 2023 dans le cadre du salon Livres en Vignes au Clos de Vougeot

## Prix littéraires
- Prix Sully Olivier-de-Serres, 1992 – le Vol de la buse (Éditions de l'Armançon)
- Prix Emile Guillaumin, 1995 - les Labours d'hiver (Presses de la Cité, collection « Terres de France »)
- Prix Henri Perruchot, 2006 - les Gens du pays (Albin Michel)
- Prix Marcel E. Grancher, 2007 – les Gens du pays (Albin Michel)
- Prix du Roman populaire, 2008 - le Vent des libertés soulevait la terre (Anne Carrière)
- Prix Albert Bichot (Salon Livres en Vignes), 2023 - Le Sang et la Sève (Liralest- Éditions Dominique Gueniot)